# Federally funded research and development center
Aux États-Unis, un federally funded research and development center (FFRDC, en français « Centre de recherche et développement fédéralement financé ») est un organisme de recherche financé par le gouvernement fédéral. Ils sont administrés par les universités et entreprises selon les règles définies par l'U.S Code of Federal Regulations, Title 48, Part 35, Section 35.017.
La force des FFRDC repose sur leur flexibilité leur permettant de réunir des équipes d'experts techniques sur un projet défini. Selon les adhérents, les FFRDC doivent leurs résultats positifs à leur habileté à développer des passerelles technologiques entre secteurs privé et fédéral. La base de connaissance développée par les FFRDC est directement utilisée par le privé à des fins commerciales. Les FFRDC ont été créés pour faciliter la mise en application de la recherche et pour la mise en place de produits nouveaux commercialisables dans le monde.
Ce transfert de connaissances est cependant sujet à controverses et peut différemment être interprété. Des critiques ont reproché que les activités d'un FFRDC mêlent des financements publics et privés de manière inappropriée. Les critiques voient du favoritisme dans des contrats signés sans jeu de concurrence. Ce système établirait un jeu de vases communicants entre les employés des agences gouvernementales, des FFRDC et des entreprises participant à leur financement.